# Charles Richard Mackey O’Brien

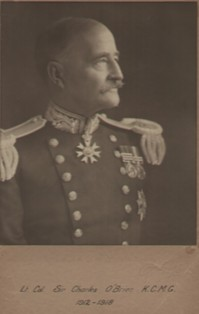
Lieutenant-Colonel Sir Charles Richard Mackey O’Brien

Sir Charles Richard Mackey O’Brien, KCMG (* 13. Dezember 1859; † 29. November 1935) war ein britischer Offizier und Kolonialbeamter, der unter anderem zuletzt Lieutenant-Colonel der British Army sowie von 1912 bis 1918 Gouverneur der Kronkolonie der Seychellen und zwischen 1918 und 1925 Gouverneur von Barbados war.

## Leben

### Offiziersausbildung und Teilnahme am Zweiten Burenkrieg

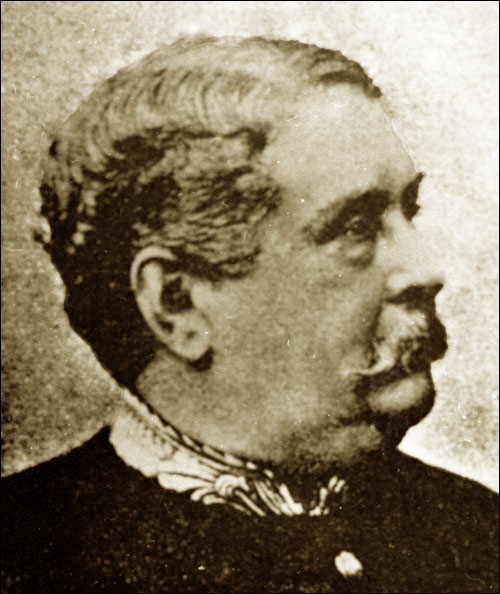
O’Briens Vater Sir Terence Nicholls O’Brien (1830–1903) war ebenfalls Offizier und Kolonialgouverneur.

Charles Richard Mackey O’Brien war der dritte und jüngste Sohn von Lieutenant-Colonel Sir Terence Nicholls O’Brien (1830–1903), KCMG, der unter anderem von 1863 bis 1865 Gouverneur von Britisch-Ceylon, zwischen 1881 und 1888 Gouverneur der Kronkolonie Helgoland und von 1889 bis 1895 Gouverneur Kronkolonie Neufundland war. Er selbst begann nach dem Besuch der 1564 gegründeten Felsted School eine Offiziersausbildung am Royal Military College Sandhurst. Nach deren Abschluss mit Auszeichnung wurde er am 11. Mai 1878 als Ensign in das Infanterieregiment 30th (Cambridgeshire) Regiment of Foot übernommen, welches am 1. Juli 1881 mit dem 59th (2nd Nottinghamshire) Regiment of Foot zum East Lancashire Regiment zusammengelegt wurde. Am 3. September 1878 reiste er mit fünf anderen Fähnrichen zum Musketenschießen von Woolwich nach Gravesend. Als die sechs jungen Offiziere später am Tag zurückkehrten, erreichten sie den Pier zu spät, um das Boot zu erreichen, das gerade abgelegt hatte. Das Boot, das sie um ein paar Sekunden verfehlt hatten, war die SS Princess Alice. Auf dieser Überfahrt von Gravesend nach London geriet sie bei Gallion’s Reach in Kollision mit dem Dampfer SS Bywell Castle und sank innerhalb von fünf Minuten, wobei nur 130 ihrer 800 Passagiere gerettet wurden. O’Brien sowie die anderen fünf Fähnriche Fähnriche wurden alle hochrangige Offiziere, darunter der spätere Generalmajor Sir Claude Arthur Bray, Brigadegeneral William George Hamilton (1860–1940) und Brigadegeneral Frank Seymour Derham (1858–1941).
Charles O’Brien wurde im September 1880 zum Lieutenant befördert und verbrachte von April 1886 bis Januar 1890 als Adjutant des Moulmein Volunteer Rifle Corps in Burma. Im Mai 1887 erhielt er seine Beförderung zum Captain und wurde im April 1894 zum Adjutanten des Infanterieregiments 1. Royal Guernsey Light Infantry (Militia) ernannt. Dort wurde er im Oktober 1897 zum Major befördert und kehrte 1899 zum East Lancashire Regiment zurück. Er nahm mit dessen 1. Bataillon als Teil der 7. Division unter dem Kommandeur Generalleutnant Charles Tucker am Zweiten Burenkrieg (1899 bis 1902) teil und kam unter anderem nach der Einnahme von Bloemfontein durch General Frederick Roberts, 1. Baron Roberts im März 1900 in den Operationen bei Karee Siding, am Vet River und am Vaal sowie schließlich ab Mai 1900 bei Johannesburg und Pretoria zum Einsatz. Für seine militärischen Verdienste wurde er zwei Mal im Kriegsbericht erwähnt (Mentioned in dispatches). Nachdem er zeitweilig Präsident des Militärgerichtshofes von Johannesburg war, übernahm er 1901 den Posten als stellvertretender Polizeipräsident (Deputy Commissioner) von Transvaal und bekleidete dieses Amt bis 1908, wobei er zeitweise auch kommissarischer Polizeipräsident war. Nachdem ihm im Juni 1902 der Brevet-Rang eines Oberstleutnants (Brevet Lieutenant-Colonel) verliehen wurde, schied er im März 1903 aus dem aktiven Militärdienst. 1908 wurde er für seine Verdienste in dieser Funktion zum Companion des Order of St Michael and St George (CMG) ernannt.

### Gouverneur der Seychellen und von Barbados
1910 trat O’Brien in den kolonialen Verwaltungsdienst (Colonial Administrative Service) ein und war zunächst zwischen 1910 und 1912 Kolonialsekretär der Verwaltung der Kronkolonie Gambia. In dieser Zeit übernahm er zudem zeitweise das Amt als kommissarischer Gouverneur (Acting Governor) bei Ortsabwesenheit der dortigen Gouverneurs Sir George Chardin Denton beziehungsweise von dessen Nachfolger Henry Lionel Galway.
Im Oktober 1912 wurde er Nachfolger von Walter Edward Davidson als Gouverneur der Kronkolonie der Seychellen und bekleidete dieses Amt bis April 1918, woraufhin Sir Eustace Fiennes ihn ablöste. Er selbst wurde daraufhin am 27. September 1918 neuer Gouverneur von Barbados und damit Nachfolger von Sir Leslie Probyn. Zugleich war er kraft Amtes als Commander-in-Chief of Barbados auch Oberkommandierender der dortigen britischen Truppen und bekleidete diese Posten bis September 1925, ehe William Charles Fleming Robertson am 31. Dezember 1925 neuer Gouverneur und Oberkommandierender wurde. Während dieser Zeit wurde er im Zuge der sogenannten „New Year Honours“ am 1. Januar 1920 als Knight Commander des Order of St Michael and St George (KCMG) geadelt, so dass er fortan das Prädikat „Sir“ führte. Zuletzt war er zwischen Mai und Juli 1926 Sonderkommissar der Regierung in der Kronkolonie Sierra Leone sowie von 1929 bis 1930 Mitglied des Komitees für Kolonialfilme (Colonial Films Committee).
Charles Richard Mackey O’Brien war zwei Mal verheiratet, und zwar in erster Ehe von 1884 bis zu deren Tode 1899 mit Christina Mary O’Brien. In zweiter Ehe heiratete er am 26. Dezember 1902 Selina Beatrice Elphinstone (1875–1965), Tochter des Rechtsanwalts und Hochschullehrers Sir Howard Warburton Elphinstone, 3, Baronet (1830–1917) und Constance Mary Alexander Hankey (1841–1936).